# La Boissière-des-Landes
La Boissière-des-Landes ist eine französische Gemeinde mit 1.465 Einwohnern (Stand: 1. Januar 2022) im Département Vendée in der Region Pays de la Loire. Sie gehört zum Arrondissement Les Sables d’Olonne und zum Kanton Mareuil-sur-Lay-Dissais (bis 2015: Kanton Moutiers-les-Mauxfaits). Die Einwohner werden Boissierois genannt.

## Geographie
La Boissière-des-Landes liegt etwa zwölf Kilometer südlich von La Roche-sur-Yon und etwa 25 Kilometer ostnordöstlich von Les Sables-d’Olonne. Der Graon bildet die östliche Gemeindegrenze. Umgeben wird La Boissière-des-Landes von den Nachbargemeinden Aubigny im Norden und Nordwesten, Nesmy im Nordosten, Chaillé-sous-les-Ormeaux im Osten, Le Champ-Saint-Père im Südosten, Saint-Vincent-sur-Graon im Süden, Saint-Avaugourd-des-Landes im Südwesten sowie Nieul-le-Dolent im Westen.

## Bevölkerungsentwicklung
| Jahr                      | 1962 | 1968 | 1975 | 1982 | 1990 | 1999 | 2006 | 2013 |
| Einwohner                 | 777  | 727  | 713  | 902  | 1036 | 1084 | 1249 | 1326 |
| Quelle: Cassini und INSEE |      |      |      |      |      |      |      |      |